# Zacarias
Zacarias är en kommun i Brasilien.   Den ligger i delstaten São Paulo, i den södra delen av landet, 600 km söder om huvudstaden Brasília. Antalet invånare är 2 334.
Omgivningarna runt Zacarias är en mosaik av jordbruksmark och naturlig växtlighet. Runt Zacarias är det mycket glesbefolkat, med 6 invånare per kvadratkilometer.